# Lepidagathis
Lepidagathis, biljni rod iz porodice primogovki raširen po tropskoj Africi, Americi i Aziji. Postoji preko 140 vrsta trajnica i polugrmova. Tipična je L. cristata Willd., s Indijskog potkontinenta.

## Opis
Višegodišnje zeljastoo bilje i grmlje. Listovi nasuprotni, narezani. Cistoliti brojni, često uočljivi. Cvatovi pazušnih ili terminalnih, jednostranih, fascikuliranih do šiljastih cima često su skupljeni u guste složene cvatove; rijetko dihazijalne cime ili cvjetovi pojedinačno. Čaška duboko i nejednako 5-režnjevita; stražnji režanj širi od ostalih režnjeva, prednji par ponekad djelomično srastao. Vjenčić s 2 usne; cijev odozdo valjkasta, zvonasta u grlu; gornja usna čubasta; vrh 2-režnjevit; donja usna s 3-režnjevitim vrhom; nepce uzdignuto sa središnjom brazdom. Prašnika 4, plodnih, dvostrukih; prednji par duži, 2-tekusni, stražnji par kraći, 1-tekusni ili 2-tekusni. Jajnik 2-lokularan sa 1-2 ovula po lokulusu. Čahura spljoštena, 2-sjemena. Sjeme se drži na retinakuli, obavijeno higroskopnim dlačicama. 

## Vrste
1. Lepidagathis alopecuroidea (Vahl) R. Br. ex Griseb.
2. Lepidagathis alvarezia (Nees) Kameyama ex Wassh. & J. R. I. Wood
3. Lepidagathis amaranthoides Elmer
4. Lepidagathis ananthapuramensis V.S.A.Kumar, P.Biju, Sindu Arya, Josekutty & Augustine
5. Lepidagathis andersoniana Lindau
6. Lepidagathis angustifolia C.B.Clarke
7. Lepidagathis anobrya Nees
8. Lepidagathis appendiculata Lindau
9. Lepidagathis armata Lindau
10. Lepidagathis backeri Bremek.
11. Lepidagathis balakrishnanii Remadevi & Binoj Kumar
12. Lepidagathis bandraensis Blatt.
13. Lepidagathis barberi Gamble
14. Lepidagathis benojiana Jithin & Jose
15. Lepidagathis billardieriana Nees
16. Lepidagathis boholensis Y.S.Liang, S.T.Geng, Evangel. & J.C.Wang
17. Lepidagathis boliviana (R. C. Foster) comb. ined.
18. Lepidagathis brevis Benoist
19. Lepidagathis brevispica Bremek.
20. Lepidagathis callistachys Kameyama
21. Lepidagathis calycina Hochst. ex DC.
22. Lepidagathis cambodiana Benoist
23. Lepidagathis capituliformis Benoist
24. Lepidagathis cataractae (Nees) Lindau ex Pulle
25. Lepidagathis ceylanica Nees
26. Lepidagathis chiangmaiensis Bremek.
27. Lepidagathis chiapensis (Acosta) Kameyama
28. Lepidagathis chlorostachya Nees
29. Lepidagathis cinerea Merr.
30. Lepidagathis clarkei Merr.
31. Lepidagathis clavata Dalzell
32. Lepidagathis collina (Endl.) Milne-Redh.
33. Lepidagathis coppenamensis (Bremek.) comb. ined.
34. Lepidagathis cristata Willd.
35. Lepidagathis cuneiformis Kameyama
36. Lepidagathis cuspidata Nees
37. Lepidagathis cyanea (Leonard) Kameyama
38. Lepidagathis dahomensis Benoist
39. Lepidagathis dalzelliana S.More, Mane, M.Sawant & H.S.Bhosale
40. Lepidagathis danielii Cruz & J.Jiménez Ram.
41. Lepidagathis dayanandanii A.F.J.King, Gnanasek. & Arisdason
42. Lepidagathis decumbens Dhatchan. & Soosairaj
43. Lepidagathis diandra (Nees) comb. ined.
44. Lepidagathis diffusa C. B. Clarke
45. Lepidagathis dispar C. B. Clarke ex Merr.
46. Lepidagathis dissimilis J. B. Imlay
47. Lepidagathis diversa C. B. Clarke
48. Lepidagathis dulcis Wall. ex Nees
49. Lepidagathis epacridea Heine
50. Lepidagathis eriocephala Lindau
51. Lepidagathis eucephala Miq.
52. Lepidagathis eugeniifolia Benoist
53. Lepidagathis falcata Nees
54. Lepidagathis fasciculata (Retz.) Nees
55. Lepidagathis fimbriata C. B. Clarke
56. Lepidagathis fischeri C. B. Clarke
57. Lepidagathis floribunda (Pohl) Kameyama
58. Lepidagathis formosensis C.B.Clarke ex Hayata
59. Lepidagathis gandhii Gnanasek, A.F.J.King, S.M.Kasim & Arisdason
60. Lepidagathis glandulosa Nees
61. Lepidagathis gossweileri S. Moore
62. Lepidagathis gracilis (Bremek.) Wassh.
63. Lepidagathis grandidieri Benoist
64. Lepidagathis guatemalensis (Donn. Sm.) Kameyama
65. Lepidagathis hainanensis H.S.Lo
66. Lepidagathis hamiltoniana Wall.
67. Lepidagathis heudelotiana Nees
68. Lepidagathis humifusa Decne.
69. Lepidagathis humilis Merr.
70. Lepidagathis inaequalis C. B. Clarke ex Elmer
71. Lepidagathis incurva Buch.-Ham. ex D. Don
72. Lepidagathis ipariaensis Wassh.
73. Lepidagathis javanica Blume
74. Lepidagathis kameyamana Gnanasek. & Arisdason
75. Lepidagathis keralensis Madhus. & N. P. Singh
76. Lepidagathis lanatoglabra C. B. Clarke
77. Lepidagathis laxa Nees
78. Lepidagathis laxifolia (Nees) Kameyama
79. Lepidagathis linearis T. Anderson
80. Lepidagathis linifolia Benoist
81. Lepidagathis longisepala C. B. Clarke
82. Lepidagathis lutea Dalzell
83. Lepidagathis lutescens Benoist
84. Lepidagathis macgregorii Merr.
85. Lepidagathis macrantha C. B. Clarke
86. Lepidagathis macrochila Lindau
87. Lepidagathis madagascariensis Benoist
88. Lepidagathis mahakassapae S.More, M.Sawant, H.S.Bhosale & Kambale
89. Lepidagathis marginata Bremek.
90. Lepidagathis mazarunensis (Bremek.) Wassh.
91. Lepidagathis medicaginea (Bremek.) Wassh.
92. Lepidagathis medusae S. Moore
93. Lepidagathis mendax Benoist
94. Lepidagathis meridionalis Kameyama
95. Lepidagathis microphylla Merr.
96. Lepidagathis mindorensis Merr.
97. Lepidagathis mitis Dalzell
98. Lepidagathis montana (Mart. ex Nees) Kameyama
99. Lepidagathis mucida Benoist
100. Lepidagathis narasimhanii Gnanasek., A. F. J. King & Arisdason
101. Lepidagathis nemoralis (Mart. ex Nees) Kameyama
102. Lepidagathis nemorosa S. Moore
103. Lepidagathis nickeriensis Wassh.
104. Lepidagathis oubanguiensis Benoist
105. Lepidagathis palawanensis Merr.
106. Lepidagathis palinensis S. S. Ying
107. Lepidagathis pallescens S. Moore
108. Lepidagathis papuana S. Moore
109. Lepidagathis paraensis Kameyama
110. Lepidagathis parviflora Blume
111. Lepidagathis peniculifera S. Moore
112. Lepidagathis perrieri Benoist
113. Lepidagathis plantaginea Mildbr.
114. Lepidagathis pobeguinii Hua
115. Lepidagathis prostrata Dalzell
116. Lepidagathis pseudoaristata Ensermu
117. Lepidagathis psilantha Nees
118. Lepidagathis pungens Nees
119. Lepidagathis purpuricaulis Nees
120. Lepidagathis rajasekharae K. Prasad & A. M. Reddy
121. Lepidagathis randii S. Moore
122. Lepidagathis riedeliana Nees
123. Lepidagathis rigida Dalzell
124. Lepidagathis robinsonii Merr.
125. Lepidagathis royenii Bremek.
126. Lepidagathis rumphii Merr.
127. Lepidagathis sabui Chandore, Borude, Madhav & S.R.Yadav
128. Lepidagathis scabra C. B. Clarke
129. Lepidagathis scariosa Wall. ex Nees
130. Lepidagathis secunda (Blanco) Nees
131. Lepidagathis sericea Benoist
132. Lepidagathis sessilifolia (Pohl) Kameyama ex Wassh. & J.R.I.Wood
133. Lepidagathis shrirangii Natekar, Kambale & Chandore
134. Lepidagathis simplex T. Anderson
135. Lepidagathis soconuscana (T. F. Daniel) Kameyama
136. Lepidagathis sorongensis Bremek.
137. Lepidagathis speciosa (Rendle) Hedrén
138. Lepidagathis spicifera Elmer
139. Lepidagathis spinosa Wight ex Nees
140. Lepidagathis staurogynoides S. Moore
141. Lepidagathis stenophylla C. B. Clarke ex Hayata
142. Lepidagathis strobilina T Anderson ex Kurz
143. Lepidagathis subarmata (C. B. Clarke) Gamble
144. Lepidagathis subglabra Merr.
145. Lepidagathis subinterrupta Merr.
146. Lepidagathis submitis Blatt.
147. Lepidagathis surinamensis (Bremek.) Wassh.
148. Lepidagathis tenuis C. B. Clarke
149. Lepidagathis thorelii Benoist
150. Lepidagathis thymifolia Collett & Hemsl.
151. Lepidagathis thyrsiflora Bremek.
152. Lepidagathis tisserantii Benoist
153. Lepidagathis trinervis Nees
154. Lepidagathis ushae Borude, Gosavi & Chandore
155. Lepidagathis uxpanapensis (Acosta) Kameyama
156. Lepidagathis villosa Hedrén
157. Lepidagathis vulpina Benoist
158. Lepidagathis walkeriana Nees
159. Lepidagathis wasshausenii Kameyama
160. Lepidagathis zunigae (C. Nelson) comb. ined.